# Аталая (провинция)
Атала́я (исп. Atalaya) — одна из провинций региона Укаяли в Перу, самая большая из них.
Подразделяется на 4 округа:
- Раймонди (Аталая)
- Сепауа (Сепауа)
- Тауания (Болоньеси)
- Юруа (Бреу)